# نیوهوپ، شهرستان اسمیت، تگزاس
نیوهوپ (به انگلیسی: New Hope) یک منطقهٔ مسکونی در ایالات متحده آمریکا است که در شهرستان اسمیت، تگزاس قرار دارد.